# Gynoplistia hamiltoni
Gynoplistia hamiltoni är en tvåvingeart som beskrevs av Alexander 1924. Gynoplistia hamiltoni ingår i släktet Gynoplistia och familjen småharkrankar. Inga underarter finns listade i Catalogue of Life.